# Hakeem Adeniji
Hakeem Adeniji (Garland, Texas, 8 de diciembre de 1997) es un jugador profesional estadounidense de fútbol americano que se desempeña en la posición de offensive tackle en Minnesota Vikings, equipo de la National Football League (NFL).

## Carrera
Fue seleccionado en la sexta ronda en la Reunión Anual de Selección de Jugadores de la NFL de 2020. Hizo su debut profesional con el equipo Cincinnati Bengals, en el cual jugó tres temporadas (2020-2023), luego pasó a Minnesota Vikings, donde lleva jugando una temporada.